# ブクウォ県

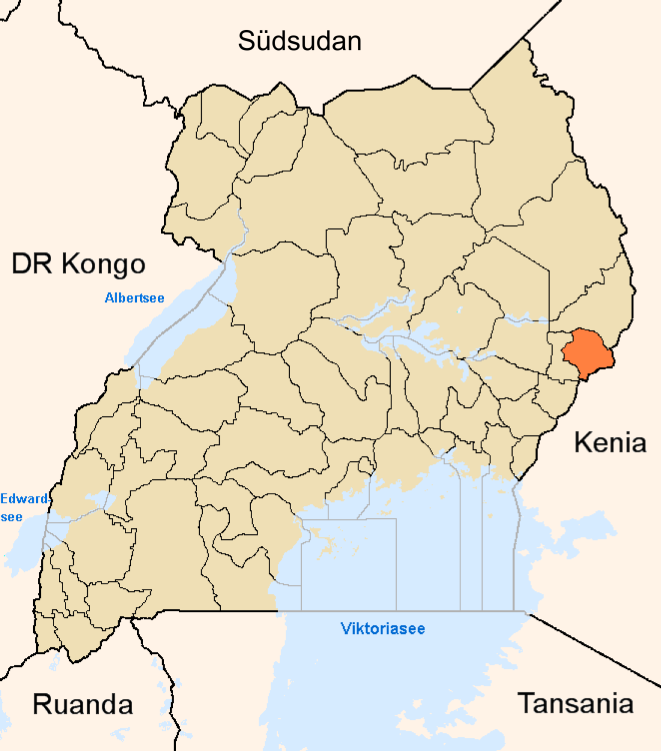
2001年から2005年のカプチョルワ県と県境、南東部がブクウォ県

ブクウォ県 (ブクウォけん、Bukwo District) はウガンダ東部エルゴン山東北部の県。面積は525km²で、2005年7月1日にカプチョルワ県から南東部のコンガシス郡が分割され設置された。カレンジン系のセベイ族の多く住む地域でカプチョルワと共にセベイと呼ばれる場合もある。2002年の国勢調査人口は 49,826 人。知事に相当する第5地域議会 (LC5) 議長はルーベン・チェリモ。

## 隣接する県
北にカラモジャ地方ナカピリピリ県、南と東にケニアリフトバレー州トランスンゾイア県と接する。